# Тюрнен
Тюрнен (нем. Thürnen) — коммуна в Швейцарии, в кантоне Базель-Ланд. 
Входит в состав округа Зиссах. Население составляет 1274 человека (на 31 декабря 2007 года). Официальный код  —  2864.